# Augan
Augan (Algam trong tiếng Bretagne) là một xã ở tỉnh Morbihan trong vùng Bretagne tây bắc Pháp. Xã này có diện tích 40,83 km², dân số năm 1999 là 1272 người. Khu vực này có độ cao từ 40-144 mét trên mực nước biển.
Cư dân của Augan danh xưng trong tiếng Pháp là Alganais hoặc Auganais.